# Barbara Mikulski
Barbara Ann Mikulski (Baltimore, 20 de julho de 1936), é uma senadora dos Estados Unidos pelo estado de Maryland filiada ao Partido Democrata. Eleita pela primeira vez para o Senado em 1986, ela é a primeira mulher eleita para o Senado por Maryland, e a mais antiga senadora do estado e a mais antiga do sexo feminino. 

## Biografia
Mikulski é bisneta de imigrantes vindos da Polônia. É a mais velha das três filhas de Christine Eleanor e William Mikulski. Ela nasceu e cresceu na Highlandtown, um bairro de East Baltimore. Durante seus anos de ensino médio no Instituto de Notre Dame, ela trabalhou na mercearia de seus pais.
Depois de se formar, ela teve seu mestrado em trabalho social (RSU) da Universidade de Maryland. Ela trabalhou como assistente social no Departamento de Serviços Sociais de Baltimore, ajudando a ensinar crianças e idosos sobre o Programa Medicare. Mikulski se tornou mais tarde uma ativista, quando ouviu falar sobre os planos de se construir uma estrada que iria passar por cima de alguns bairros da cidade. Ela ajudou a organizar as comunidades de ambos os lados da cidade e parou a construção da estrada.

## Carreira política
Mikulski recebeu destaque nacional, quando em uma conferência em 1970 declarou em seu discurso dizendo que A América não é um caldeirão, a partir daí foi por dez anos congressista, entre 1977 e 1987, quando afastou-se do cargo para tomar posse como senadora de Maryland.
Ela recebeu 1 504 691 votos em sua campanha de reeleição de 2004, o maior número de votos até o momento para um candidato ao Senado, em Maryland.
Ao ser reeleita senadora em 2010, Mikulski tornara-se a senadora mais antiga no senado.

## Carreira no senado

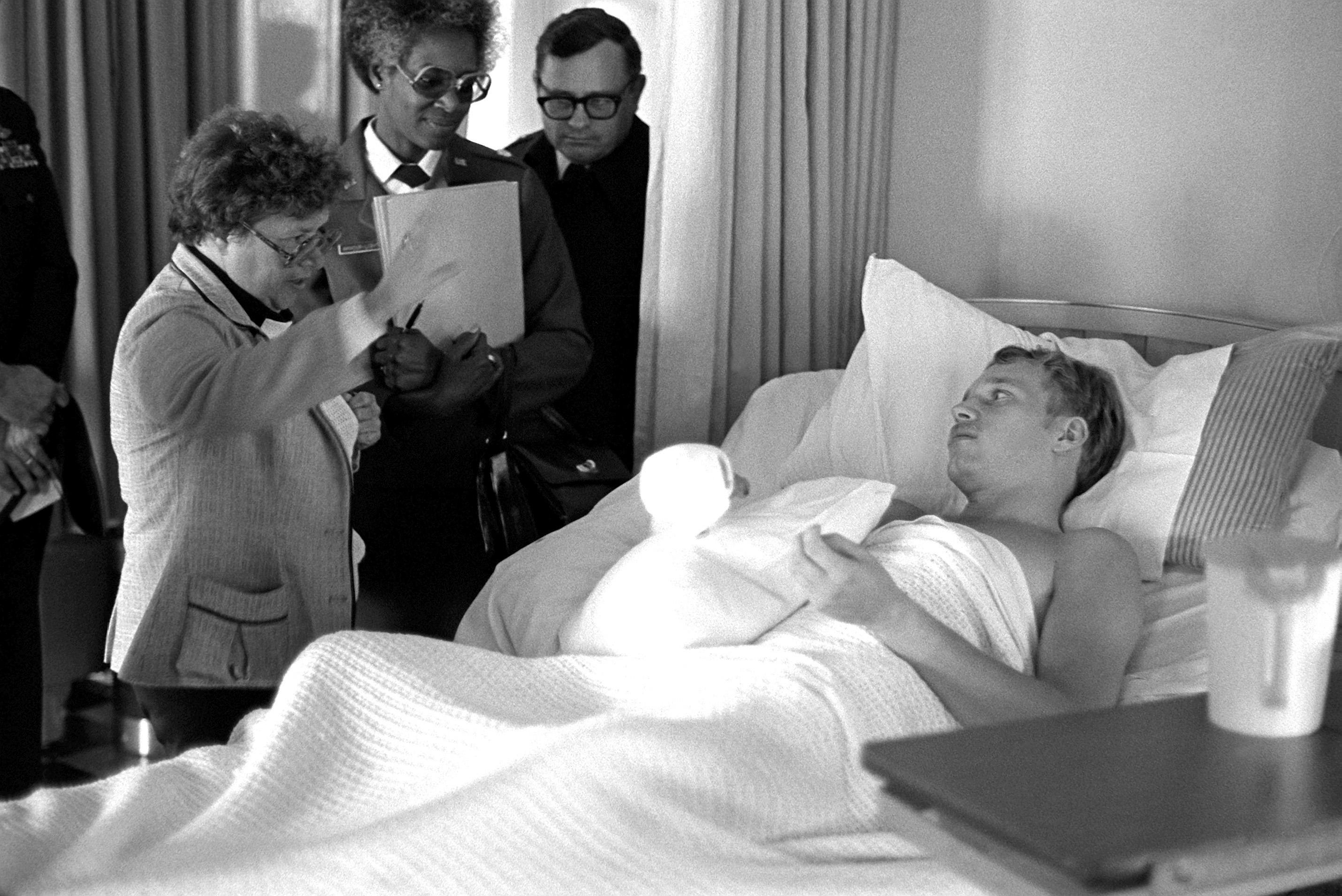
Mikulski falando com um paciente em um hospital militar em 1980.

Em setembro de 2009, foi revelado que durante a eleição presidencial de 2000, o presidente Bill Clinton sugeriu a Al Gore que Mikulski fosse indicada a ser sua candidata a vice, mas Gore acabou escolhendo Joe Lieberman. Em 2007, Mikulski endossou sua colega, a senadora Hillary Clinton (D-NY) para o presidente dos Estados Unidos, elogiando-a como um líder e citando o seu desejo de quebrar o "teto de vidro", elegendo a primeira mulher presidente dos Estados Unidos.

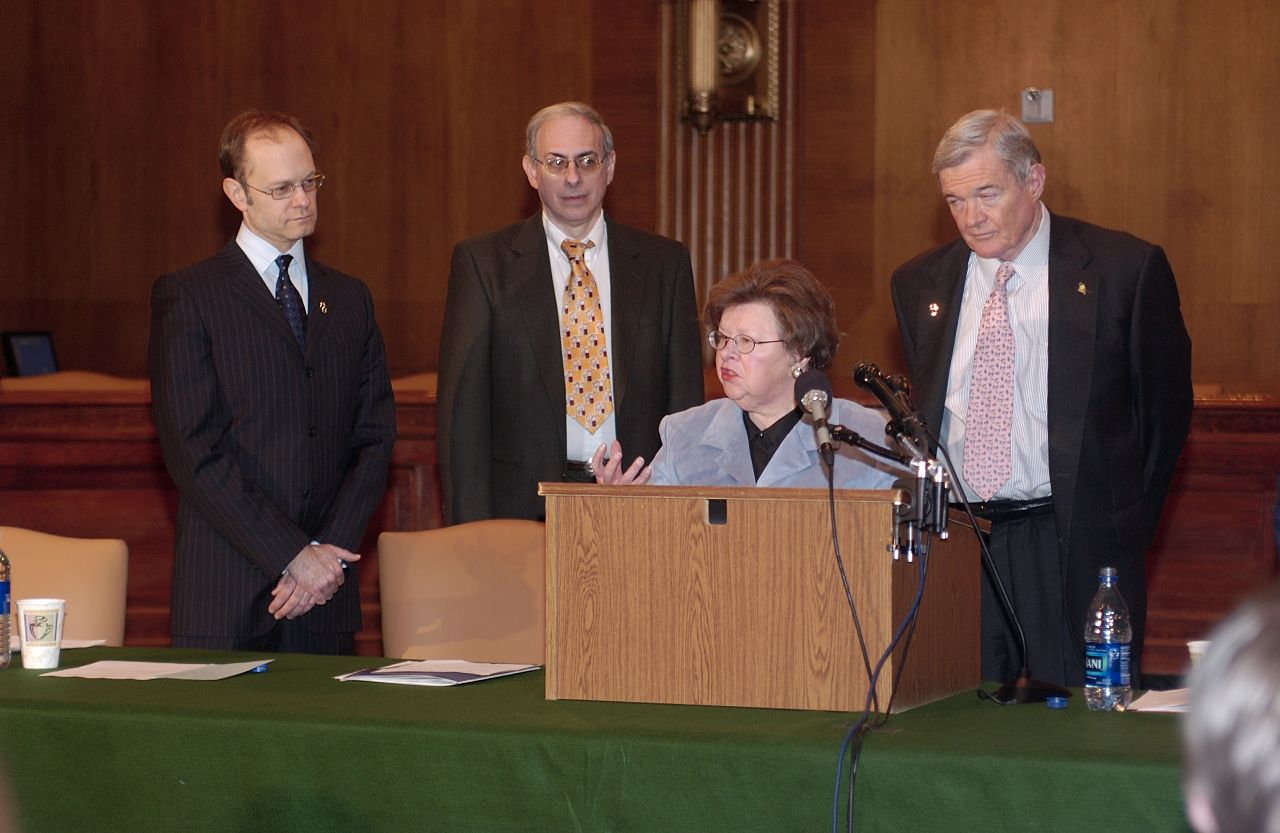
Mikulski discursando sobre a conscientização da doença de Alzheimer

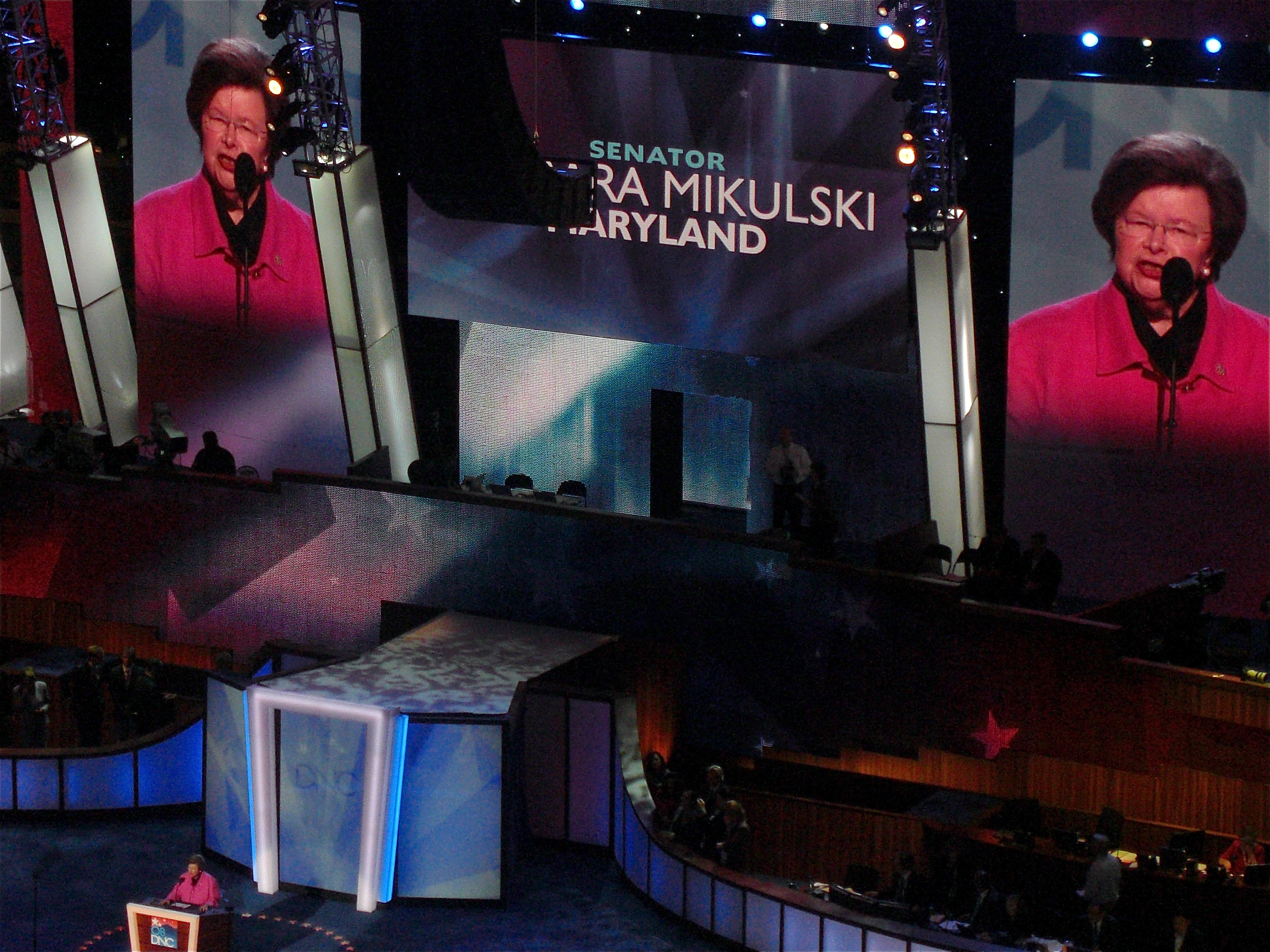
Mikulski discursando na Convenção Nacional Democrata de 2008.

### Comitês atribuídos
Em abril de 2009, Mikulski passou a ser membro das seguintes comissões do Senado:
- Comitê de inteligência
- Comitê de apropriações
  - Subcomitê de justiça, ciência, e agências relacionadas (Presidenta)
  - Subcomitê de defesa
  - Subcomitê da segurança interna
  - Subcomitê do Meio Ambiente e agências relacionadas
  - Subcomissão dos Programas Estaduais de Operações Exteriores, e relacionados.
  - Subcomissão de Habitação, Transporte e Desenvolvimento Urbano e entidades correlatas.
- Comissão de Saúde, Educação, Trabalho e Pensões
  - Subcomissão de Emprego e Segurança do Trabalho
  - Subcomissão de Saúde Primários e Envelhecimento (presidente)